# Aspidoscelis tigris
Aspidoscelis tigris е вид влечуго от семейство Teiidae. Видът не е застрашен от изчезване.

## Разпространение и местообитание
Разпространен е в Мексико и САЩ.
Обитава влажни зони, гористи местности, пустинни области и храсталаци.

## Описание
Популацията на вида е стабилна.